# RA 8 (Italië)
De RA 8 of Raccordo autostradale 8 is een autosnelweg in Italië, ook bekend als Raccordo autostradale Ferrara-Porto Garibaldi of Superstrada Ferrara-mare. De RA 8 vormt de verbinding tussen de autosnelweg A13 (bij Ferrara) en de stad Porto Garibaldi. De RA 8 is 49 kilometer lang. Het is een autoweg met twee rijstroken in elke richting en zonder vluchtstroken. De autoweg verbindt uitrit Ferrara-Sud met Comacchio.